# 微軟基線安全分析器
微软基线安全分析器(英語： Microsoft Baseline Security Analyzer，简称MBSA)是微软为旗下的操作系统而开发的的安全辅助系统，通过查找电脑系统上未有安裝的安全更新及未达标之设置来检查系统安全性。该软件不仅会检查系统文件，还包括有：Internet Explorer, IIS web server, 及其子产品 Microsoft SQL Server, and Microsoft Office macro settings等各部件。
最新的版本是2.2。
MBSA设置之初其实是用于检查电脑上是否有安全漏洞。后演变为系统更新工具。

## 参加资料
1. ↑  . Microsoft Download Center. Microsoft Corporation.   [2009-10-13]. （原始内容存档于2009-06-18）.
2. 1 2 3 4 5  . Microsfot Download Center. Microsoft Corporation. 2010-08-06  [2009-11-21]. （原始内容存档于2011-05-27）.

## 链接
- 官方网站
  - Microsoft Baseline Security Analyzer （页面存档备份，存于）
  - Forum
  - Newsgroup
- Microsoft Office Visio 2007 Connector for the Microsoft Baseline Security Analyzer (MBSA) 2.1 （页面存档备份，存于）
- 香港電腦保安事故協調中心：資訊保安報：微軟基線保安分析器簡介，2002年5月號(中文版)
- http://www.microsoft.com/technet/treeview/default.asp?url=/technet/security/tools/Tools/MBSAhome.asp （页面存档备份，存于）
- http://www.microsoft.com/technet/treeview/default.asp?url=/technet/security/tools/Tools/MBSAWP.asp